# Messo comunale e provinciale
Il messo comunale ed il messo provinciale, nell'ordinamento italiano, sono impiegati rispettivamente del comune e della provincia incaricati di provvedere alla notificazione ed alla pubblicazione, mediante affissione all'albo pretorio, degli atti dell'amministrazione di appartenenza.

## Storia
Si tratta di figure di antica origine, che si ritrovano in tutte le leggi comunali e provinciali italiane a partire da quella del 1847 del Regno di Sardegna.
Dopo la proclamazione del Regno d'Italia, la notifica degli atti degli enti locali era disciplinata dall’art. 273, R.D. 3 marzo 1934, n. 383, abrogato dall’art. 64 della legge 8 giugno 1990, n. 142. Addetti alla notifica, secondo questa norma, erano i messi comunali, la cui nomina era sottoposta all’approvazione del Prefetto, cosa che non venne di poi più richiesta dalla legge 3 agosto 1999, n. 265 che ridisciplinó la materia.

## Compiti e competenze
Il messo provvede alla notificazione dell'atto consegnando una copia dello stesso al suo destinatario ed apponendo sulla copia consegnata e sull'originale un'attestazione, da lui sottoscritta, dalla quale risultano la data della notificazione e il nome della persona alla quale l'atto è stato consegnato (relata di notifica). Può effettuare la notificazione anche a mezzo del servizio postale, spedendo l'atto tramite raccomandata con avviso di ricevimento.
Il messo comunale può inoltre notificare gli atti di altre pubbliche amministrazioni che ne facciano richiesta all'amministrazione cui appartiene; infatti ai sensi dell'art. 10 della legge 3 agosto 1999, n. 265, le amministrazioni possono richiedere la notificazione dei propri atti da parte del messo comunale ove non possano avvalersi utilmente del servizio postale o delle altre forme di notificazione previste dalla legge. In tal caso devono versare al comune un corrispettivo pari alle spese di spedizione più una somma stabilita con decreto dei Ministri dell'interno e dell'economia e finanze.